# Massimo Consoli

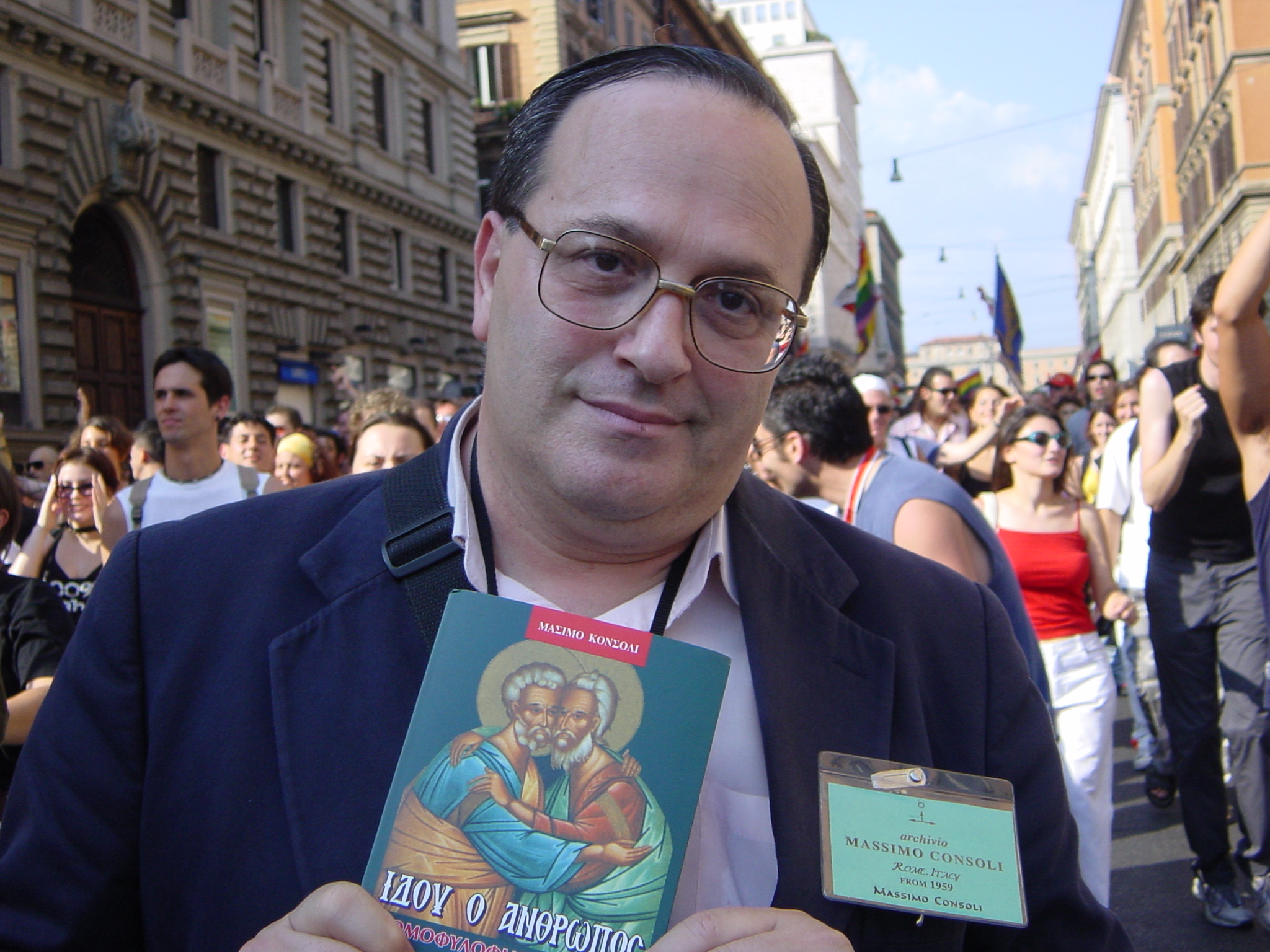
Massimo Consoli em 2002 segurando uma cópia de seu livro ECCE HOMO: l'omosessualitá nella Bibbia (Milão, 1998); fotografia de Giovanni Dall'Orto.

Massimo Consoli ou Luciano Massimo Consoli (12 de dezembro de 1945 — 4 de novembro de 2007) foi um escritor e  ativista LGBT italiano, considerado o pai do Movimento Gay Italiano (MGI).
O MGI, assim como o Movimento Homossexual Brasileiro e muitos outros movimentos sociais visando direitos civís e humanos igalitários para as pessoas LGBTs no Ocidente, surgiu inspirado na Rebelião de Stonewall que ocorreu nos Estados Unidos em 1969.
Além de ativista pioneiro em seu país, ele também foi anarquista e historiador. Viveu por tempo prolongado nos Países Baixos e nos Estados Unidos. Massimo Consoli foi amigo do autor e ativista estado-unidense Vito Russo, e do histórico ativista italiano Mario Mieli.
Ele escreveu mais de trinta livros, a maioria deles sobre a homossexualidade e assuntos correlatos, inclusive sobre os autores alemães Karl Heinrich Ulrichs e Kurt Hiller. O seu livro Homocausto, no qual trabalhou por vinte anos, é o que lhe deu maior satisfação, segundo a reporter Elizabetta Povoledo, que o entrevistou em 2006. Sua última obra ele não chegou a completar, já chamada de Etymologaya, era para ser um compêndio etimológico de termos sobre o universo LGBT.

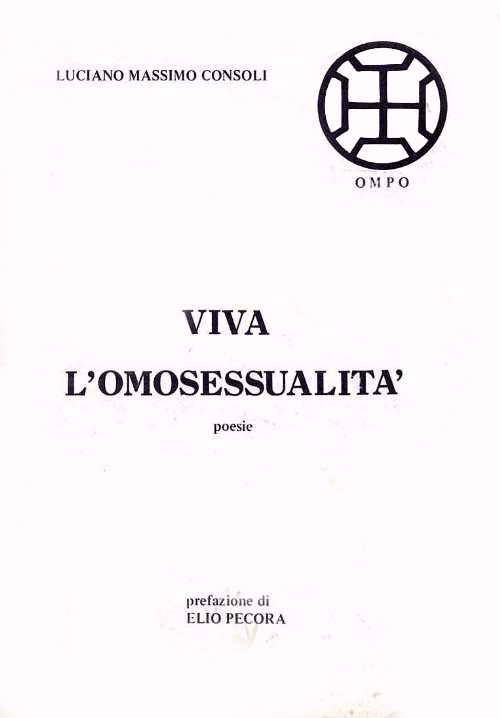
Capa da Viva la homosexualidad (1975).

Em 1998, o Arquivo de Estado (Archivio di Stato) do Ministério da Cultura da Itália tomou posse da sua notória coleção que documenta da história do ativismo gay na Itália e no mundo.
Massimo Consoli morreu de câncer de cólon.

## Obra (seleção)
- L'Attivista militante Kurt Hiller, 2007
- Omosessualitá e Vampirismo, 2007
- Diario di un Mostro, 2006
- Manifesto Gay, 2006
- Anarchico d'Amore, 2006
- Ulrichs, 2005
- Gay Day, 2005
- Altri Amori, 2004
- Storia di Franco, 2004
- L'Amore Omosessuale, 2004
- Andata & Ritorno, 2003
- Gladius Firens, 2002
- Independence Gay. Alle origini del Gay Pride, 2000
- Bandiera Gay. Il Movimento Gay Italiano attraverso l'Archivio Massimo Consoli, 1999
- Alla Scoperta dell'Amore, 1999
- Il Prostituto, 1999
- Ecce Homo - L'omosessualità nella Bibbia, 1998
- In Difesa Dell'Omosessualita'di Oscar Wilde, 1993
- George Platt Lynes, 1993
- Killer Aids, 1993
- Stonewall - Quando la Rivoluzione è Gay, 1990
- Ali- tragedia degli incontri, 1988
- Eros in India, 1993
- Homocaust. Il nazismo e la persecuzione degli omosessuali, 1984
- Il Comune di Roma e gli Omosessuali, 1979
- Solo i froci vanno in Paradiso, 1977 (reeditado em 1993 como Solo i gay vanno in paradiso)
- Viva L'Omosessualita, 1975
- 16-22, 1971
- Appunti per una Rivoluzione Morale, 1971